# Athens Lawn Tennis Club

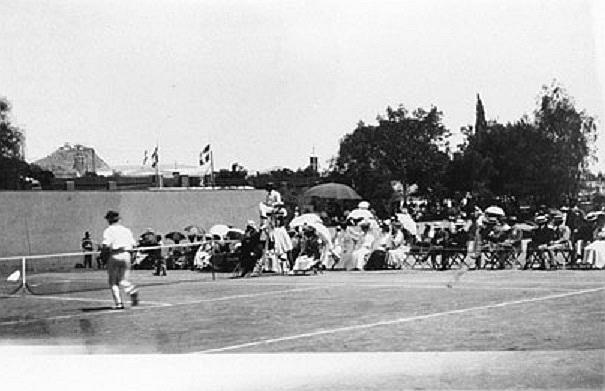
Spiel während der Olympischen Sommerspiele 1896

Der Athens Lawn Tennis Club ist ein Tennisclub in der griechischen Hauptstadt Athen.

## Geschichte
Auf dem Gelände des 1895 gegründeten Clubs (Leoforos Vasilissis Olgas 2) wurden die Tenniswettbewerbe der ersten Olympischen Sommerspiele im Jahr 1896 ausgetragen. Zehn Jahre später fanden hier erneut die Tenniswettbewerbe der Olympischen Zwischenspiele statt. Es ist der älteste Tennisclub Griechenlands.
Nach der Gründung spielte man zunächst auf Rasen. Heute verfügt der Club über sechs Aschenplätze und fünf Hardcourt-Plätze; Squashplätze sind ebenfalls vorhanden.
Jährlich findet hier der Acropolis Cup statt, ein ITF-Turnier für Senioren.